# 东韩家站
东韩家站位于中华人民共和国辽宁省抚顺市新宾满族自治县木奇镇东韩家村，位于猴石国家森林公园以东，是建设中沈白高速铁路上的一座车站，为越行站，预计2025年9月随沈白高速铁路开通而启用，车站规模为1台4线。